# Veštačka neuronska mreža
Veštačke neuronske mreže (engl. artificial neural networks - ANN) ili konektivni sistemi su računarski sistemi koji su donekle inspirisani biološkim neuronskim mrežama od kojih su sačinjeni životinjski mozgovi. Takvi sistemi „uče” (tj. progresivno popravljaju performansu) zadatke razmatrajući primere, generalno bez specifičnog programiranja za datu primenu. Na primer, u računarskom vidu, oni mogu da nauče da identifikuju slike koje sadrže mačke putem analiziranja primera slika koje su bile manuelno obeležene kao „mačka” ili „nije mačka” i da zatim koriste te rezultate za identifikaciju mačaka na drugim slikama. Oni to čine bez bilo kakvog ranijeg znanja o mačkama, npr., da one imaju krzno, repove, brkove i mačija lica. Umesto toga, oni evoluiraju svoj sopstveni set relevantnih karakteristika iz materijala za učenje koji oni obrade.
Jedan ANN je baziran na kolekciji povezanih jedinica ili čvorova zvanih veštački neuroni (pojednostavljene verzije bioloških neurona u životinjskom mozgu). Svaka veza (pojednostavljena verzija sinapse) između veštačkih neurona može da transmituje signal od jednog do drugog. Veštački neuron koji primi signal može da ga obradi i zatim preda ishod veštačkim neuronima sa kojima je povezan.
U običajenim ANN implementacijama, signal na vezi između veštačkih neurona je realni broj, i izlas svakog veštačkog neurona se izračunava koristeći nelinearnu funkciju sume ulaza. Veštački neuroni i veze tipično imaju težine koje se podešavaju tokom učenja. Težina pojačava ili umanjuje jačinu signala na vezama. Veštački neuroni mogu da imaju prag jačine tako da samo ako agregatni signal premaši taj prag signal biva poslat. Tipično, veštački neuroni su organizovani u slojeve. Različiti slojevi mogu da izvode različite vrste transformacija na svojim ulazima. Signali putuju od prvog (ulaznog), do zadnjeg (izlaznog) sloja, u nekim slučajevim prolazeći kroz slojeve više puta.
Originalni cilj ANN pristupa je bilo rešavanje problema na isti način na koji bi ljudski mozak to činio. Međutim, tokom vremena, pažnja je usredsređena na specifične zadatke, što je dovelo do devijacija od biologije. ANN sistemi su korišteni na raznim zadacima, uključujući računarski vid, prepoznavanje govora, mašinsko prevođenje, filtriranje društvenih mreža, igranje igara na tabli i video igara i medicinsku dijagnostiku.

## Literatura
- K., Bhadeshia H. D. H. (1999). „Neural Networks in Materials Science” (PDF). ISIJ International. 39 (10): 966—979. doi:10.2355/isijinternational.39.966. Архивирано из оригинала (PDF) 19. 01. 2013. г. Приступљено 07. 05. 2018.
- Bishop, Christopher M. (1995). Neural networks for pattern recognition. Clarendon Press. ISBN 9780198538493. OCLC 33101074.
- Cybenko, G.V. (2006). „Approximation by Superpositions of a Sigmoidal function”.  Ур.: van Schuppen, Jan H. Mathematics of Control, Signals, and Systems. Springer International. стр. 303.|pp=303–314 PDF
- Dewdney, A. K. (1997). Yes, we have no neutrons : an eye-opening tour through the twists and turns of bad science. New York: Wiley. ISBN 9780471108061. OCLC 35558945.
- Duda, Richard O.; Hart, Peter Elliot; Stork, David G. (2001). Pattern classification (2 изд.). Wiley. ISBN 9780471056690. OCLC 41347061.
- Egmont-Petersen, M.; de Ridder, D.; Handels, H. (2002). „Image processing with neural networks – a review”. Pattern Recognition. 35 (10): 2279—2301. doi:10.1016/S0031-3203(01)00178-9.
- Gurney, Kevin (1997). An introduction to neural networks. UCL Press. ISBN 9781857286731. OCLC 37875698.
- Haykin, Simon S. (1999). Neural networks : a comprehensive foundation. Prentice Hall. ISBN 9780132733502. OCLC 38908586.
- Fahlman, S.; Lebiere, C (1991). „The Cascade-Correlation Learning Architecture” (PDF). Архивирано из оригинала (PDF) 03. 05. 2013. г. Приступљено 07. 05. 2018. created for National Science Foundation, Contract Number EET-8716324, and Defense Advanced Research Projects Agency (DOD), ARPA Order No. 4976 under Contract F33615-87-C-1499.
- Hertz, J.; Palmer, Richard G.; Krogh, Anders S. (1991). Introduction to the theory of neural computation. Addison-Wesley. ISBN 9780201515602. OCLC 21522159.
- Lawrence, Jeanette (1994). Introduction to neural networks : design, theory and applications. California Scientific Software. ISBN 9781883157005. OCLC 32179420.
- Information theory, inference, and learning algorithms. Cambridge University Press. 2003. ISBN 9780521642989. OCLC 52377690.
- MacKay, David, J.C. (2003). Information Theory, Inference, and Learning Algorithms (PDF). Cambridge University Press. ISBN 9780521642989.
- Masters, Timothy (1994). Signal and image processing with neural networks : a C++ sourcebook. J. Wiley. ISBN 9780471049630. OCLC 29877717.
- Ripley, Brian D. (2007). Pattern Recognition and Neural Networks. Cambridge University Press. ISBN 978-0-521-71770-0.
- Siegelmann, H.T.; Sontag, Eduardo D. (1994). „Analog computation via neural networks” (PDF). Theoretical Computer Science. 131 (2): 331—360. doi:10.1016/0304-3975(94)90178-3. Архивирано из оригинала (PDF) 15. 02. 2017. г. Приступљено 07. 05. 2018.
- Smith, Murray (1993). Neural networks for statistical modeling. Van Nostrand Reinhold. ISBN 9780442013103. OCLC 27145760.
- Wasserman, Philip D. (1993). Advanced methods in neural computing. Van Nostrand Reinhold. ISBN 9780442004613. OCLC 27429729.
- Kruse, Rudolf,; Borgelt, Christian; Klawonn, F.; Moewes, Christian; Steinbrecher, Matthias; Held, Pascal (2013). Computational intelligence : a methodological introduction. Springer. ISBN 9781447150121. OCLC 837524179.
- Borgelt, Christian (2003). Neuro-Fuzzy-Systeme : von den Grundlagen künstlicher Neuronaler Netze zur Kopplung mit Fuzzy-Systemen. Vieweg. ISBN 9783528252656. OCLC 76538146.

## Spoljašnje veze
- MIT course on Neural Networks на веб-сајту